# Dan Corneliusson
Mats Dan Erling Corneliusson, född 2 oktober 1961 i Hönö, är en svensk före detta fotbollsspelare som fick sitt genombrott i det IFK Göteborg som år 1982 vann både SM-guld och UEFA-cupen. Han har ytterligare ett SM-guld, ett ligaguld i Fußball-Bundesliga, 22 landskamper och en skytteligatitel i Allsvenskan på meritlistan. Corneliusson var proffs i Tyskland, Italien och Schweiz.

## Karriär

### Mästare i IFK Göteborg
Dan Corneliusson växte upp på Hönö i Göteborgs norra skärgård tillsammans med fem syskon. Hans far var fiskare. Han började spela i IFK Göteborgs pojklag och reste på egen hand med cykel och spårvagn från Hönö in till Göteborg för att träna i IFK. 1979 följde debuten i IFK Göteborgs A-lag för den utpräglade målskytten. Efter en knäskada 1980 kom det stora genombrottet 1982. Han var en viktig profil då IFK Göteborg vann UEFA-cupen 1982, SM-guld och Svenska cupen - själv blev han allsvensk skyttekung. 
Det som anses vara hans kanske viktigaste mål i karriären är det berömda målskott inifrån målområdet som betydde 1–0 i finalen på bortaplan mot Hamburger SV i UEFA-cupen 1982. Corneliusson bildade då anfallspar med Torbjörn Nilsson i IFK Göteborg. Under samma tid gjorde Corneliusson värnplikten på Lv 6 i Göteborg som pjäsman och muckade strax efter UEFA-cupsegern.

### Mästare i Bundesliga
Corneliusson blev sommaren 1983 proffs i VfB Stuttgart, och gjorde sitt första mål i klubben mot Kaiserslautern, där Torbjörn Nilsson spelade, 19 augusti 1983. Corneliusson gjorde under sin enda säsong i Bundesliga 12 mål då Stuttgart blev västtyska mästare.

### Fem säsonger i Serie A
Sommaren 1984 skrev Corneliusson på för Como Calcio som var nykomling i Serie A. Han gjorde mål direkt i debuten i bortamatchen mot Roma. Men det blev bara ytterligare ett mål, ett segermål mot Avellino, den första säsongen i Italien.  
Säsongen efter, 1985/1986 blev Corneliussons bästa med totalt 7 mål i Serie A. Han var då bara en läkarkontroll från att skriva på för Roma, där Sven-Göran Eriksson var tränare. Corneliusson hade bara en match kvar med Como, då han blev nersparkad av Sampdorias back Moreno Mannini. Corneliusson blev skadad och flytten uteblev.
Tiden i Como blev sedan sönderryckt av skador. Problem med en hälsena och knät gjorde att två av fem säsonger förstördes. Säsongen 1987/1988 blev det totalt 6 mål, och i hans sista säsong i Como gjorde han 2 mål, och laget åkte ner i Serie B 1989. Det blev totalt 18 mål i de fem säsongerna i Italien. Corneliusson spelade sedan en säsong för FC Wettingen i Schweiz, innan han kom hem till Sverige och spelade i Malmö FF.

### Tillbaka i Allsvenskan
Debuten i Malmö FF kom mot Hammarby 2 september 1990, och han spelade sin sista match i Allsvenskan mot IFK Norrköping 11 oktober 1992. Det blev totalt 36 matcher och 9 mål i Malmö FF.
Han varvade ner i Qviding FIF och Karlstad BK innan han slutade sin aktiva karriär.

### Landslagskarriär
Corneliusson debuterade i Sveriges A-landslag 11 augusti 1982 mot Norge. Första målet i landslaget kom mot Cypern i EM-kvalet 13 november 1982. Hans främsta landslagsår var 1983, då han spelade åtta landskamper och gjorde sex mål. Det blev sedan bara tre landskamper under Olle Nordins ledning under andra halvan av 1980-talet. Corneliusson gjorde sina två sista landskamper med inhopp i vänskapslandskamperna mot Bulgarien och Västtyskland hösten 1990, efter två års frånvaro från landslaget, mycket på grund av skador. Det blev sammanlagt 22 A-landskamper för Sverige och 12 mål.

## Efter fotbollskarriären
Säsongen 2012 var han huvudtränare för division 5-laget Hönö IS.
Corneliusson medverkade i dokumentären Fotbollens sista proletärer (om IFK Göteborg) och i Mästarnas mästare 2013.

### Webbsidor
- Lista på landskamper, svenskfotboll.se, läst 2013 01 29